# Тнуфа
Тнуфа (ивр. תנופה‎, также ивр. תוכנית רב-שנתית (תר"ש) תנופה‎ Многолетний план Тнуфа) — пятилетний план работы Армии обороны Израиля, сформулированный начальником Генштаба генерал-майором Авивом Кохави, который начался в 2020 году и, как ожидается, завершится в 2024 году.
«Тнуфа» служит компасом для определения направления применения силы и наращивания военной мощи, она основана на стратегических рамках времени действия плана (макротенденции на различных боевых аренах, характеристики противника, с которым необходимо иметь дело, глобальные и национальные тенденции в области экономики, военных — общество, технологические изменения и многое другое). В свете этого задача  заключается в том, что военная сила должна быть использована как в повседневных задачах, в кампании между войнами и на войне. План включает в себя основные цели по строительству вооруженных сил и распределение ресурсов для реализации этих целей (планы и проекты, закупка оружия и определение боевого порядка, основные организационные изменения, цели готовности и обучения сил АОИ, строительство инфраструктуры, сокращение и закрытие устаревших подразделений и многое другое).

## История
По большей части такой многолетний план формируется каждые 4-5 лет, с вступлением в должность каждого нового начальника Генштаба. 20 июля 2015 года Армия обороны Израиля опубликовала многолетний план «Гедеон», который был сформулирован и возглавлялся генерал-лейтенантом Гади Айзенкотом. В основе «Гедеона» лежало усиление боевой готовности — при одновременном повышении подготовки регулярных и резервных сил и увеличении запасов боеприпасов и запасных частей, наряду с глубоким изменением численности армии. План определил деятельность АОИ на пять лет и успешно завершился в декабре 2019 года, а в свете его достижений в 2019 году и была сформирована «Тнуфа».
С вступлением в должность начальника Генерального штаба генерал-лейтенанта Авива Кохави, в Армии обороны Израиля проводится углубленный диагностический процесс, основные моменты которого заключаются в том, что Армия обороны Израиля готова выполнять свои задачи в условиях технического задания, но при этом в долгосрочной перспективе достижения и сроки, которые потребуются для достижения целей войны, находятся на грани размывания. Тем более что противник становится все сильнее и изощреннее как по качеству, так и по размаху, и необходимо адаптировать структуру вооруженных сил АОИ к изменяющемуся полю боя. Наряду с этим, глобальные события, главным из которых является продолжающееся усиление Ирана и возможность возобновления его ядерной программы, потребовали переосмыслить боевые концепции АОИ. В январе 2019 года АОИ начала процесс планирования многолетней программы, который завершился в конце 2019 года публикацией многолетнего плана «Тнуфа». 2020 год стал первым годом реализации многолетнего плана «Тнуфа».
Многолетний план «Тнуфа» строился с учетом «концепции операции для победы» — формирования особенностей операции и достижения требуемых от АОИ боевых действий. План «Тнуфа» делает упор на повышение летальности АОИ, бои с противником, исчезающим в городском пространстве, и быструю атаку с большой силой и точностью, все это основано на многовооруженных и многомерных возможностях, которые обеспечиваются силами Армии обороны Израиля в различных районах. Использование этих сильных сторон в интересах оперативно-тактической части и подключение системных возможностей к тактической части за счет цифровой связи «каждого со всеми» (командира батальона с пилотом, танка с оператором вертолета и т. д.).

## Формирование плана
В январе 2019 года новый начальник Генштаба Авив Кохави вступил в должность и начал намечать многолетний план «Тнуфа» на 2020-2024 годы. С целью формулирования многолетний плана, начальник Генштаба руководил углублённым процессом, начавшимся с построения стратегических рамок на ближайшие годы, определения характеристик противника и характера боевых действий, в свете которых военные силы будут построены в рамках многолетнего плана, уточнение и исследование элементов, необходимых для того, чтобы АОИ действовала для достижения требуемых оперативных планов, и, соответственно, формулирование многолетнего плана для реализации этих компонентов.
Процесс планирования многолетнего плана включал четыре основных этапа:
1. Семинар победы: семинар, посвященный вопросу «Как АОИ выиграет следующую войну?». Продуктом семинара и сопровождающего его рабочего процесса является «операционная концепция победы». Целью концепции является повышение боеспособности Армии обороны Израиля и увеличение военного преимущества для решительного поражения противника в короткие сроки, а также повышение боеготовности и адаптации к характеристикам поля боя путем изменения и модернизации армии.
2. Семинар по оценке ситуации и направлений действий: семинар, посвященный оценке возможностей Армии обороны Израиля по реализации «концепции активации сил для победы», диагностике основных проблем и голосованию по требуемым направлениям действий. На семинар прибыло около 40 команд АОИ для формирования планов укрепления вооруженных сил в различных направлениях[2].
3. Краткое изложение этапа формирования многолетнего плана: комплексный процесс изучения всех рекомендаций групп, сосредоточения внимания и определения приоритетов различных планов с целью разработки многолетнего плана формирования вооруженных сил для различных временных рамок (временные рамки близки к 2030 году) при различных уровнях ресурсов[2].
4. Резюме начальника Генштаба на многолетний план: В конце рабочего процесса команд и проведенных семинаров были отмечены места совпадения выводов, и под руководством начальника Генштаба была проведена серия обсуждений для выработки окончательных рекомендаций для плана. План был представлен на политическом уровне и внутри АОИ на конференциях с большим количеством участников.

## Видение плана
1. Победа : значительное увеличение военного преимущества для того, чтобы победить врага в чёткое и короткое время, наряду с повышением готовности и адаптацией к характеристикам поля боя, посредством изменений и модернизации, которые приведут к усилению разведки и повышению боеспособности, способность препятствовать планам противника, повышая свой наступательный потенциал и увеличивая точность постановки целей, усиливая возможности оперативного планирования, реализуя принцип многоцелевой размерности и создания широкой связности, применение новаторских способов ведения боя и осуществление передовой военной разведки.
2. Ценность людских ресурсов : реализация принципа «каждый человек ценен» и повышение привлекательности службы в армии за счет осознания смысла службы и лидерства, личного отношения, культуры и условий тех, кто служит в Армии обороны Израиля. Концепция усиливает и увеличивает акцент на людских ресурсах и их использовании и служит руководящим принципом плана «Тнуфа»
3. Боевой дух и ценности : культивирование Армии обороны Израиля как «народной армии», выработка ценностей и этатизма, поощрение критики и эффективности, инициативы и новаторства, что является примером и образцом для каждой задачи.
4. Реализация : Реализация плана «Тнуфа» с решительным руководством на всех уровнях.

## Усилия и активности
Концепция, сформулированная Армией обороны Израиля, описывает способ, которым Армия обороны Израиля намеревается действовать, каковы основные усилия и что обеспечивает осуществление этих усилий. Усилия и активности фактически определили язык плана «Тнуфа».
Концепция определила три основных усилия, которые выражают центральную, многомерную и многостороннюю оперативную логику, то есть объединяют синхронизированные действия во всех измерениях, в которых действуют вооруженные силы . Эти действия включают работу в воздухе, на суше, на море, в космосе, в кибернетическом пространстве (кибер), в электромагнитном пространстве (цифровое, спектральное) и многое другое.
Эти три усилия были определены как «многомерный удар», «многомерный маневр» и «многомерная защита». Во всех усилиях были определены «формы функций», представляющие боевые методы, оперативные концепции и методы операций в качестве основных возможностей АОИ.
1. Многомерный удар: необходимо иметь дело с наступательными возможностями, точными и большими размахами. Цель ударов состоит в том, чтобы нанести большой ущерб противнику в короткий промежуток времени, чтобы лишить его основных возможностей в его выбранном способе действия. Удары наносятся по всем направлениям, в которых действует Армия обороны Израиля, синхронно и усиленно[3].
2. Многомерный маневр: армия имеет дело с маневренными силами на территории противника с целью устранения угроз и подавления возможностей противника. Многомерный маневр основан на объединении сухопутных войск и использовании возможностей в других измерениях (с акцентом на воздушном измерении)[4].
3. Многомерная защита: защита границы имеет дело со способностью предотвращать активность противника в приграничной зоне в целом и, в частности, проникновение в Государство Израиль. В основе концепции лежит сочетание передовых технологий для обнаружения и нападения на проникающие силы (оружие или люди) вместе с созданием значительного препятствия для предотвращения и задержки попыток проникновения на территорию Израиля. Концепция активации успеха в защите определяет защиту от ракет противника как одну из главных задач на время денйствия многолетнего плана. Защита от ракет должна быть основана на возможностях обнаружения и предупреждения, перехвата и уничтожения средств нападения[5].

Усилия основаны на восьми факторах реализации, которые представляют собой горизонтальные инфраструктурные возможности.